# رخصة القيادة في ألمانيا

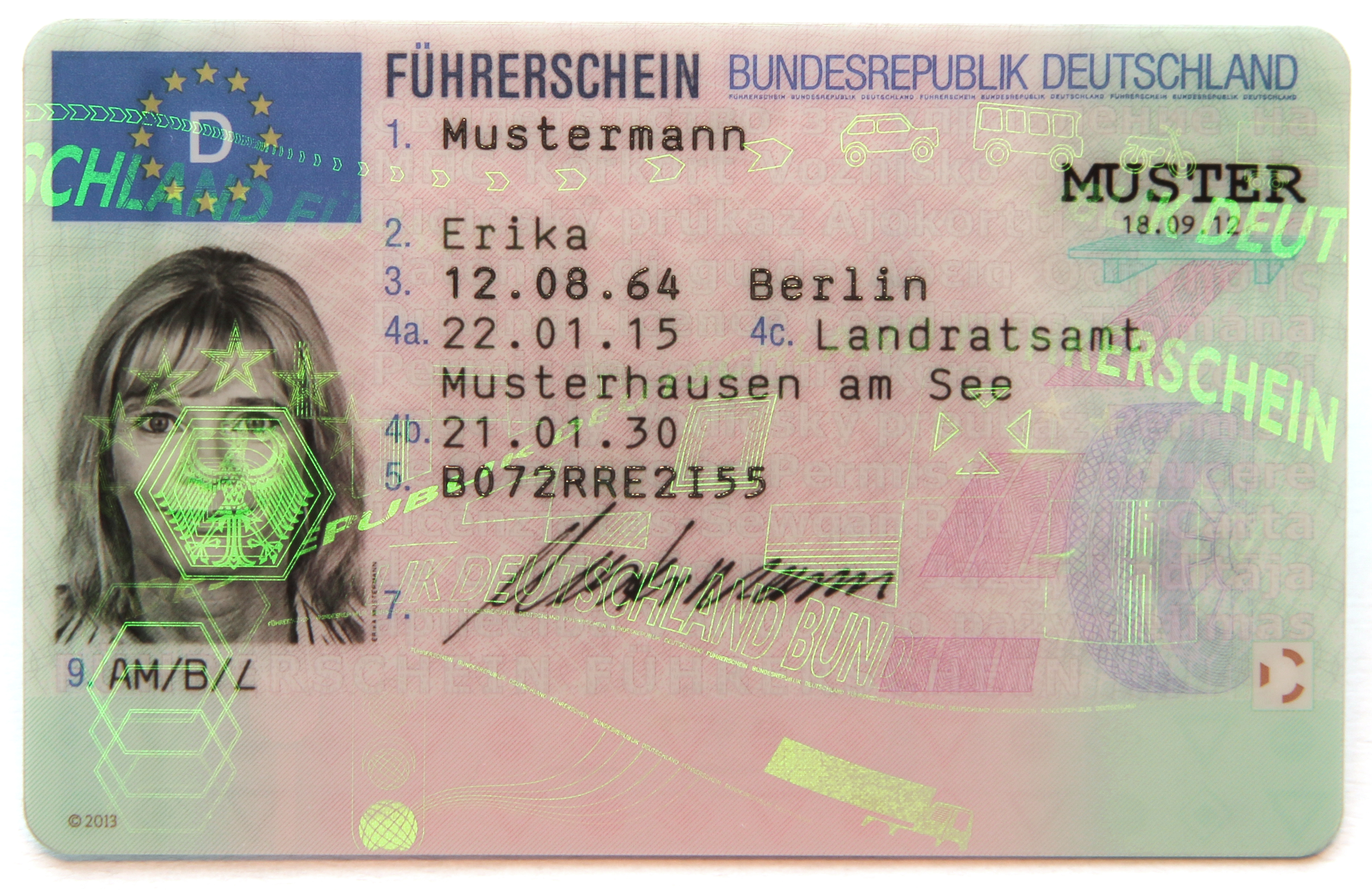
رخصة قيادة في ألمانيا

رخصة القيادة في ألمانيا (بالألمانية:Führerschein und Lenkberechtigung) هي وثيقة رسمية تعطى لبعض الأشخاص في ألمانيا لتخول لحاملها قيادة كل أنواع المركبات ذات المحركات. في ألمانيا, العمر الأدنى للحصول على رخصة القيادة هو: 16 سنة للدراجات -التي يكون طولها أقل من 125 سانتيميتر مكعب, 17 سنة للسيارات مع وصي قانوني, 18 سنة للسيارة، و 21 سنة للحافلات والشاحنات.

## كيفية الحصول على رخصة القيادة
يمكن الحصول على رخصة القيادة الألمانية بعد الانتهاء من مدرسة القيادة واجتياز اختبار على مرحلتين (اختبار النظرية واختبار الطريق). وقبل السماح بإجراء هذه الاختبارات، يجب إجراء فحص للعينين، وإكمال دورة للإسعافات الأولية (والتي تستغرق عادة 8 ساعات).
عادة ما يتم تدريب سائق المتدرب بشكل قانوني وأغلبه يملكه القطاع الخاص، تتعامل مدرسة تعليم القيادة مع جميع الأوراق اللازمة للطلاب، مثل: التقدم بطلب للحصول على ترخيص، التسجيل للاختبارات.
معدل الفشل في اختبارات القيادة في عام 2011 كان 28٪. أعطت جمعيات السيارات الرأي بأن هذا يرجع إلى تدني جودة التعليم في مدارس القيادة حيث أنه يفيد مادياً إذا أخذ الطلاب دروسا إضافية بعد الفشل.
تبلغ تكلفة الحصول على ترخيص لقيادة السيارة في المتوسط 1400 يورو ولكنها تختلف اختلافًا كبيرًا وفقًا لمهارة الفرد والمدينة والمنطقة. تحدد مدارس القيادة الخاصة أسعارها الخاصة. يشمل المجموع رسومًا مقابل: السلطات والامتحانات والمواد التعليمية ودروس القيادة والتعليم.

## صلاحية البطاقة
بطاقة رخصة القيادة صالحة لمدة 15 عامًا، ويتم استبدالها ببطاقة جديدة عند انتهاء صلاحيتها. قبل 19 كانون الثاني 2013 ، كانت رخصة القيادة صالحة دون حد زمني. هناك قرار بأن البطاقات الصادرة قبل هذا التاريخ تنتهي في 19 كانون الثاني 2033.

## رخص قيادة قديمة

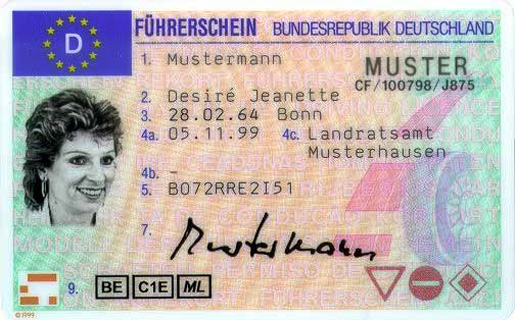
رخصة القيادة الألمانية القديمة (استبدال 2013)